# Rupert Probst
Rupert Probst (Oberndorf bei Salzburg, estat de Salzburg, 3 de juliol de 1981) és un ciclista austríac, professional del 2004 fins al 2012.
El seu germà Stefan també s'ha dedicat al ciclisme.

## Palmarès
- 2007
  -  Campió d'Àustria en contrarellotge